# Videogiochi Square

Logo di Square prima della fusione con Enix

Square era un'azienda giapponese che sviluppava e pubblicava videogiochi, fondata nel settembre del 1986 in Giappone da Masafumi Miyamoto. Square inizialmente era una divisione di Den-Yu-Sha, un'azienda costruttrice di linee elettriche di cui il padre di Miyamoto era il proprietario. I primi giochi pubblicati da Square sono stati rispettivamente The Death Trap e il suo seguito Will: The Death Trap II, le quali vendettero oltre 100 000 copie, un successo per l'epoca. Nel settembre del 1986, Square diventò un'azienda indipendente con il nome di Square Co., Ltd. Nonostante i suoi successivi giochi vendettero poco, il titolo Final Fantasy del 1987 riuscì a vendere oltre 500 000 copie, dando il via alla serie più popolare dell'azienda.
Nonostante i l'azienda sia nota soprattutto per i suoi videogiochi di ruolo, e in particolare della serie Final Fantasy, durante la sua esistenza Square ha pubblicato dozzine di videogiochi nei più vari franchise e su diverse piattaforme. La seguente lista include i giochi sviluppati o pubblicati da Square prima della sua fusione con Enix, avvenuta il 1º aprile 2003.

## Giochi
| Titolo                                                  | Piattaforma                                                  | Uscita                                | Sviluppatore         | JP | NA | EU | AUS | Fonte                   |
| ------------------------------------------------------- | ------------------------------------------------------------ | ------------------------------------- | -------------------- | -- | -- | -- | --- | ----------------------- |
| The Death Trap                                          | NEC PC-8801; PC-9801; FM-7                                   | 31 ottobre 1984; dicembre 1984 (FM-7) | Square               | ✔  |    |    |     | [ 4 ]                   |
| Will: The Death Trap II                                 | NEC PC-8801; PC-9801; FM-7; X1                               | giugno 1985                           | Square               | ✔  |    |    |     | [ 5 ]                   |
| Dragon Slayer                                           | MSX; PC-9801                                                 | 15 luglio 1985; settembre 1985        | Nihon Falcom         | ✔  |    |    |     | [ 6 ]                   |
| Thexder                                                 | X1; Nintendo Entertainment System                            | 20 luglio 1985; 19 dicembre 1985      | Game Arts            | ✔  |    |    |     | [ 7 ]                   |
| Cruise Chaser Blassty                                   | NEC PC-8801; PC-9801; X1                                     | 30 aprile 1986                        | Square               | ✔  |    |    |     | [ 8 ]                   |
| Alpha                                                   | NEC PC-8801; PC-9801; X1; FM-7                               | 8 luglio 1986                         | Square               | ✔  |    |    |     | [ 9 ]                   |
| King's Knight                                           | Nintendo Entertainment System; MSX                           | 18 settembre 1986; novembre 1986      | Workss               | ✔  | ✔  |    |     | [ 10 ] [ 11 ]           |
| Suishō no Dragon                                        | Famicom Disk System                                          | 15 dicembre 1986                      | Square               | ✔  |    |    |     | [ 12 ]                  |
| Deep Dungeon: Madō Senki                                | Famicom Disk System                                          | 19 dicembre 1986                      | HummingBirdSoft      | ✔  |    |    |     | [ 13 ]                  |
| The 3-D Battles of WorldRunner                          | Nintendo Entertainment System                                | 12 marzo 1987                         | Square               | ✔  | ✔  |    |     | [ 14 ]                  |
| Apple Town Story                                        | Famicom Disk System                                          | 3 aprile 1987                         | Square               | ✔  |    |    |     | [ 15 ]                  |
| Mystery Quest                                           | Famicom Disk System                                          | 11 maggio 1987                        | Carry Lab            | ✔  |    |    |     | [ 16 ]                  |
| Yūshi no Monshō: Deep Dungeon                           | Famicom Disk System                                          | 30 maggio 1987                        | HummingBirdSoft      | ✔  |    |    |     | [ 17 ]                  |
| King's Knight Special                                   | NEC PC-8801; X1                                              | giugno 1987                           | Workss               | ✔  |    |    |     |                         |
| Genesis                                                 | NEC PC-8801                                                  | 6 giugno 1987                         | Square               | ✔  |    |    |     | [ 18 ]                  |
| Aliens: Alien 2                                         | NEC PC-8801; PC-9801; MSX; Famicom Disk System (unreleased)  | 10 giugno 1987                        | Square               | ✔  |    |    |     | [ 19 ]                  |
| Jikai Shounen Met Mag                                   | Famicom Disk System                                          | 3 luglio 1987                         | Thinking Rabbit      | ✔  |    |    |     | [ 20 ]                  |
| Cleopatra no mahō                                       | Famicom Disk System                                          | 24 luglio 1987                        | Square               | ✔  |    |    |     | [ 21 ]                  |
| Rad Racer                                               | Nintendo Entertainment System                                | 7 agosto 1987                         | Square               | ✔  | ✔  | ✔  |     | [ 11 ] [ 22 ]           |
| Kalin no Tsurugi                                        | Famicom Disk System                                          | 2 ottobre 1987                        | Xtalsoft             | ✔  |    |    |     | [ 23 ] [ 24 ]           |
| Nakayama Miho no Tokimeki High School                   | Famicom Disk System                                          | 1 dicembre 1987                       | Nintendo, Square     | ✔  |    |    |     | [ 25 ]                  |
| JJ: Tobidase Daisakusen 2                               | Nintendo Entertainment System                                | 7 dicembre 1987                       | Square               | ✔  |    |    |     | [ 26 ]                  |
| Final Fantasy                                           | Nintendo Entertainment System                                | 18 dicembre 1987                      | Square               | ✔  | ✔  |    |     | [ 27 ]                  |
| Deep Dungeon III: Yūshi heno Tabi                       | Nintendo Entertainment System                                | 13 maggio 1988                        | HummingBirdSoft      | ✔  |    |    |     | [ 28 ]                  |
| Akuusenki Raijin                                        | Famicom Disk System                                          | 12 luglio 1988                        | Micro Cabin          | ✔  |    |    |     | [ 29 ]                  |
| Moon Ball Magic                                         | Famicom Disk System                                          | 12 luglio 1988                        | System Sacom         | ✔  |    |    |     | [ 30 ]                  |
| Hanjuku Hero                                            | Nintendo Entertainment System                                | 2 dicembre 1988                       | Square               | ✔  |    |    |     | [ 31 ]                  |
| Final Fantasy II                                        | Nintendo Entertainment System                                | 17 dicembre 1988                      | Square               | ✔  |    |    |     | [ 32 ]                  |
| Square's Tom Sawyer                                     | Nintendo Entertainment System                                | 30 novembre 1989                      | Square               | ✔  |    |    |     | [ 33 ]                  |
| Final Fantasy Legend                                    | Game Boy                                                     | 15 dicembre 1989                      | Square               | ✔  | ✔  |    |     | [ 34 ]                  |
| Final Fantasy III                                       | Nintendo Entertainment System; WonderSwan Color (unreleased) | 27 aprile 1990                        | Square               | ✔  |    |    |     | [ 35 ]                  |
| Rad Racer II                                            | Nintendo Entertainment System                                | giugno 1990                           | Square               |    | ✔  |    |     | [ 36 ]                  |
| Final Fantasy Legend II                                 | Game Boy                                                     | 14 dicembre 1990                      | Square               | ✔  | ✔  |    |     | [ 11 ] [ 37 ]           |
| Mystic Quest                                            | Game Boy                                                     | 28 giugno 1991                        | Square               | ✔  | ✔  | ✔  |     | [ 38 ]                  |
| Final Fantasy IV                                        | Super Nintendo Entertainment System                          | 19 luglio 1991                        | Square               | ✔  | ✔  |    |     | [ 39 ] [ 40 ]           |
| Final Fantasy IV Easytype                               | Super Nintendo Entertainment System                          | 29 novembre 1991                      | Square               | ✔  |    |    |     | [ 41 ]                  |
| Final Fantasy Legend III                                | Game Boy                                                     | 13 dicembre 1991                      | Square               | ✔  | ✔  |    |     | [ 42 ]                  |
| Romancing SaGa                                          | Super Nintendo Entertainment System                          | 28 gennaio 1992                       | Square               | ✔  |    |    |     | [ 43 ]                  |
| Mystic Quest Legend                                     | Super Nintendo Entertainment System                          | 5 ottobre 1992                        | Square               | ✔  | ✔  | ✔  | ✔   | [ 44 ]                  |
| Final Fantasy V                                         | Super Nintendo Entertainment System                          | 6 dicembre 1992                       | Square               | ✔  |    |    |     | [ 45 ]                  |
| Hanjuku Hero: Aa, Sekaiyo Hanjukunare...!               | Super Nintendo Entertainment System                          | 19 dicembre 1992                      | Square               | ✔  |    |    |     | [ 40 ]                  |
| Secret of Mana                                          | Super Nintendo Entertainment System                          | 6 agosto 1993                         | Square               | ✔  | ✔  | ✔  | ✔   | [ 46 ]                  |
| Romancing SaGa 2                                        | Super Nintendo Entertainment System                          | 10 dicembre 1993                      | Square               | ✔  |    |    |     | [ 47 ]                  |
| Alcahest                                                | Super Nintendo Entertainment System                          | 17 dicembre 1993                      | HAL Laboratory       | ✔  |    |    |     | [ 48 ]                  |
| Breath of Fire                                          | Super Nintendo Entertainment System                          | 24 febbraio 1994                      | Capcom               | ✔  | ✔  |    |     | [ 49 ]                  |
| Final Fantasy I•II                                      | Nintendo Entertainment System                                | 27 febbraio 1994                      | Square               | ✔  |    |    |     | [ 50 ]                  |
| Final Fantasy VI                                        | Super Nintendo Entertainment System                          | 2 aprile 1994                         | Square               | ✔  | ✔  |    |     | [ 51 ]                  |
| Live A Live                                             | Super Nintendo Entertainment System                          | 2 settembre 1994                      | Square               | ✔  |    |    |     | [ 52 ]                  |
| Front Mission                                           | Super Nintendo Entertainment System                          | 24 febbraio 1995                      | G-Craft              | ✔  |    |    |     | [ 53 ]                  |
| Chrono Trigger                                          | Super Nintendo Entertainment System                          | 11 marzo 1995                         | Square               | ✔  | ✔  |    |     | [ 54 ]                  |
| Seiken Densetsu 3                                       | Super Nintendo Entertainment System                          | 30 settembre 1995                     | Square               | ✔  |    |    |     | [ 55 ]                  |
| Secret of Evermore                                      | Super Nintendo Entertainment System                          | ottobre 1995                          | Square               |    | ✔  | ✔  | ✔   | [ 56 ]                  |
| Romancing SaGa 3                                        | Super Nintendo Entertainment System                          | 11 novembre 1995                      | Square               | ✔  |    |    |     | [ 57 ]                  |
| DynamiTracer                                            | Satellaview                                                  | 27 gennaio 1996                       | Square               | ✔  |    |    |     | [ 58 ]                  |
| Treasure Conflix                                        | Satellaview                                                  | 1996                                  | Square               | ✔  |    |    |     | [ 58 ]                  |
| Koi ha Balance                                          | Satellaview                                                  | 1996                                  | Square               | ✔  |    |    |     | [ 58 ]                  |
| Radical Dreamers - Nusumenai hōseki                     | Satellaview                                                  | 3 febbraio 1996                       | Square               | ✔  |    |    |     | [ 59 ]                  |
| Bahamut Lagoon                                          | Super Nintendo Entertainment System                          | 9 febbraio 1996                       | Square               | ✔  |    |    |     | [ 60 ]                  |
| Front Mission Series: Gun Hazard                        | Super Nintendo Entertainment System                          | 23 febbraio 1996                      | Omiya Soft           | ✔  |    |    |     | [ 61 ]                  |
| Super Mario RPG: Legend of the Seven Stars              | Super Nintendo Entertainment System                          | 13 marzo 1996                         | Square               | ✔  | ✔  |    |     | [ 62 ] [ 63 ]           |
| Treasure of the Rudras                                  | Super Nintendo Entertainment System                          | 5 aprile 1996                         | Square               | ✔  |    |    |     | [ 64 ]                  |
| Treasure Hunter G                                       | Super Nintendo Entertainment System                          | 24 maggio 1996                        | Sting Entertainment  | ✔  |    |    |     | [ 65 ]                  |
| Tobal No. 1                                             | PlayStation                                                  | 2 agosto 1996                         | DreamFactory         | ✔  | ✔  | ✔  |     | [ 63 ] [ 66 ]           |
| Final Fantasy VII                                       | PlayStation                                                  | 31 gennaio 1997                       | Square               | ✔  | ✔  | ✔  | ✔   | [ 67 ]                  |
| Pro-Logic Mah-Jong Hai-Shin                             | PlayStation                                                  | 31 gennaio 1997                       | Aques                | ✔  |    |    |     | [ 68 ]                  |
| Bushido Blade                                           | PlayStation                                                  | 14 marzo 1997                         | Bergsala Lightweight | ✔  | ✔  | ✔  |     | [ 69 ]                  |
| Final Fantasy IV                                        | PlayStation                                                  | 21 marzo 1997                         | TOSE                 | ✔  |    |    |     | [ 70 ] [ 71 ]           |
| Power Stakes                                            | PlayStation                                                  | 11 aprile 1997                        | Aques                | ✔  |    |    |     | [ 72 ]                  |
| Tobal 2                                                 | PlayStation                                                  | 25 aprile 1997                        | DreamFactory         | ✔  |    |    |     | [ 73 ]                  |
| Digical League                                          | PlayStation                                                  | 20 giugno 1997                        | Aques                | ✔  |    |    |     | [ 74 ]                  |
| Final Fantasy Tactics                                   | PlayStation                                                  | 20 giugno 1997                        | Square               | ✔  | ✔  |    |     | [ 75 ]                  |
| SaGa Frontier                                           | PlayStation                                                  | 11 luglio 1997                        | Square               | ✔  | ✔  |    |     | [ 76 ]                  |
| Front Mission 2                                         | PlayStation                                                  | 25 settembre 1997                     | Square               | ✔  |    |    |     | [ 77 ]                  |
| Final Fantasy VII International                         | PlayStation                                                  | ottobre 1997                          | Square               | ✔  |    |    |     | [ 67 ]                  |
| Power Stakes Grade 1                                    | PlayStation                                                  | 9 ottobre 1997                        | Aques                | ✔  |    |    |     | [ 78 ]                  |
| Einhänder                                               | PlayStation                                                  | 20 novembre 1997                      | Square               | ✔  | ✔  |    |     | [ 63 ] [ 79 ]           |
| Front Mission Alternative                               | PlayStation                                                  | 18 dicembre 1997                      | Square               | ✔  |    |    |     | [ 80 ]                  |
| Chocobo no Fushigi na Dungeon                           | PlayStation                                                  | 23 dicembre 1997                      | Square               | ✔  |    |    |     | [ 81 ]                  |
| Super Live Stadium                                      | PlayStation                                                  | 1 gennaio 1998                        | Aques                | ✔  |    |    |     | [ 82 ]                  |
| Xenogears                                               | PlayStation                                                  | 11 febbraio 1998                      | Square               | ✔  | ✔  |    |     | [ 83 ]                  |
| Bushido Blade 2                                         | PlayStation                                                  | 28 febbraio 1998                      | Bergsala Lightweight | ✔  | ✔  |    |     | [ 84 ]                  |
| Final Fantasy V                                         | PlayStation                                                  | 13 marzo 1998                         | TOSE                 | ✔  | ✔  | ✔  | ✔   | [ 63 ] [ 85 ]           |
| Hai-Shin 2                                              | PlayStation                                                  | 26 marzo 1998                         | Aques                | ✔  |    |    |     | [ 86 ]                  |
| Parasite Eve                                            | PlayStation                                                  | 29 marzo 1998                         | Square               | ✔  | ✔  |    |     | [ 63 ] [ 87 ]           |
| Power Stakes 2                                          | PlayStation                                                  | 9 aprile 1998                         | Aques                | ✔  |    |    |     | [ 88 ]                  |
| Sōkaigi                                                 | PlayStation                                                  | 28 maggio 1998                        | Yuke's               | ✔  |    |    |     | [ 89 ]                  |
| Final Fantasy VII                                       | Microsoft Windows                                            | 24 giugno 1998                        | Square               | ✔  | ✔  | ✔  |     | [ 90 ]                  |
| Brave Fencer Musashi                                    | PlayStation                                                  | 26 luglio 1998                        | Square               | ✔  | ✔  |    |     | [ 91 ]                  |
| Another Mind                                            | PlayStation                                                  | 12 novembre 1998                      | Square               | ✔  |    |    |     | [ 92 ]                  |
| Ehrgeiz                                                 | PlayStation                                                  | 17 dicembre 1998                      | DreamFactory         | ✔  | ✔  | ✔  |     | [ 93 ]                  |
| Chocobo's Dungeon 2                                     | PlayStation                                                  | 23 dicembre 1998                      | Square               | ✔  | ✔  |    |     | [ 94 ]                  |
| iS – internal section                                   | PlayStation                                                  | 28 gennaio 1999                       | Positron             | ✔  |    |    |     | [ 95 ]                  |
| Final Fantasy VIII                                      | PlayStation                                                  | 11 febbraio 1999                      | Square               | ✔  | ✔  | ✔  | ✔   | [ 96 ]                  |
| Chocobo World (incluso con Final Fantasy VIII)          | PocketStation                                                | 11 febbraio 1999                      | Square               | ✔  |    |    |     | [ 97 ]                  |
| Final Fantasy Collection                                | PlayStation                                                  | 11 marzo 1999                         | TOSE                 | ✔  |    |    |     | [ 98 ]                  |
| Final Fantasy VI                                        | PlayStation                                                  | 11 marzo 1999                         | TOSE                 | ✔  | ✔  | ✔  | ✔   | [ 99 ]                  |
| Chocobo Racing                                          | PlayStation                                                  | 18 marzo 1999                         | Square               | ✔  | ✔  | ✔  |     | [ 100 ] [ 101 ] [ 102 ] |
| SaGa Frontier 2                                         | PlayStation                                                  | 1 aprile 1999                         | Square               | ✔  | ✔  | ✔  | ✔   | [ 103 ]                 |
| Go Go Digger (incluso con SaGa Frontier 2)              | PocketStation                                                | 1 aprile 1999                         | Square               | ✔  |    |    |     | [ 104 ]                 |
| Cyber Org                                               | PlayStation                                                  | 22 aprile 1999                        | FuzzBox              | ✔  |    |    |     | [ 105 ]                 |
| Racing Lagoon                                           | PlayStation                                                  | 10 giugno 1999                        | Square               | ✔  |    |    |     | [ 106 ]                 |
| Legend of Mana                                          | PlayStation                                                  | 15 luglio 1999                        | Square               | ✔  | ✔  |    |     | [ 107 ]                 |
| Ring Ring Land (incluso con Legend of Mana)             | PocketStation                                                | 15 luglio 1999                        | Square               | ✔  |    |    |     | [ 108 ]                 |
| Front Mission 3                                         | PlayStation                                                  | 2 settembre 1999                      | Square               | ✔  | ✔  | ✔  | ✔   | [ 109 ]                 |
| Final Fantasy Anthology                                 | PlayStation                                                  | 30 settembre 1999                     | Square               |    | ✔  | ✔  |     | [ 110 ] [ 111 ]         |
| Threads of Fate                                         | PlayStation                                                  | 14 ottobre 1999                       | Square               | ✔  | ✔  |    |     | [ 112 ]                 |
| Chrono Trigger                                          | PlayStation                                                  | 2 novembre 1999                       | TOSE                 | ✔  |    |    |     | [ 113 ]                 |
| Chrono Cross                                            | PlayStation                                                  | 18 novembre 1999                      | Square               | ✔  | ✔  |    |     | [ 114 ]                 |
| Parasite Eve II                                         | PlayStation                                                  | 16 dicembre 1999                      | Square               | ✔  | ✔  | ✔  |     | [ 115 ]                 |
| Chocobo Collection                                      | PlayStation                                                  | 22 dicembre 1999                      | Square, Denyusha     | ✔  |    |    |     | [ 116 ] [ 117 ]         |
| Final Fantasy VIII                                      | Microsoft Windows                                            | 25 gennaio 2000                       | Square               | ✔  | ✔  | ✔  |     | [ 118 ] [ 119 ]         |
| Vagrant Story                                           | PlayStation                                                  | 10 febbraio 2000                      | Square               | ✔  | ✔  | ✔  | ✔   | [ 120 ]                 |
| Driving Emotion Type-S                                  | PlayStation 2                                                | 30 marzo 2000                         | Escape               | ✔  | ✔  | ✔  |     | [ 121 ]                 |
| All Star Pro-Wrestling                                  | PlayStation 2                                                | 8 giugno 2000                         | Square               | ✔  |    |    |     | [ 122 ]                 |
| Final Fantasy IX                                        | PlayStation                                                  | 7 luglio 2000                         | Square               | ✔  | ✔  | ✔  |     | [ 123 ]                 |
| Gekikuukan Pro Baseball: At the End of the Century 1999 | PlayStation 2                                                | 7 settembre 2000                      | Square               | ✔  |    |    |     | [ 124 ]                 |
| Hataraku Chocobo                                        | WonderSwan                                                   | 21 settembre 2000                     | Square               | ✔  |    |    |     | [ 125 ]                 |
| Final Fantasy                                           | WonderSwan Color                                             | 9 dicembre 2000                       | Square               | ✔  |    |    |     | [ 126 ]                 |
| The Bouncer                                             | PlayStation 2                                                | 23 dicembre 2000                      | DreamFactory         | ✔  | ✔  | ✔  |     | [ 127 ]                 |
| Wild Card                                               | WonderSwan Color                                             | 29 marzo 2001                         | Square               | ✔  |    |    |     | [ 128 ]                 |
| Final Fantasy II                                        | WonderSwan Color                                             | 3 maggio 2001                         | Square               | ✔  |    |    |     | [ 129 ]                 |
| Final Fantasy Chronicles                                | PlayStation                                                  | 29 giugno 2001                        | TOSE                 |    | ✔  |    |     | [ 130 ]                 |
| Blue Wing Blitz                                         | WonderSwan Color                                             | 5 luglio 2001                         | Square               | ✔  |    |    |     | [ 131 ]                 |
| Final Fantasy X                                         | PlayStation 2                                                | 19 luglio 2001                        | Square               | ✔  | ✔  | ✔  | ✔   | [ 132 ]                 |
| All Star Pro-Wrestling II                               | PlayStation 2                                                | 22 novembre 2001                      | Square               | ✔  |    |    |     | [ 133 ]                 |
| Final Fantasy X International                           | PlayStation 2                                                | 31 gennaio 2002                       | Square               | ✔  |    |    |     | [ 132 ]                 |
| Hanjuku Hero                                            | WonderSwan Color                                             | 14 febbraio 2002                      | Sting Entertainment  | ✔  |    |    |     | [ 134 ]                 |
| The Final Fantasy Legend                                | WonderSwan Color                                             | 20 marzo 2002                         | Aspect               | ✔  |    |    |     | [ 134 ]                 |
| Final Fantasy IV                                        | WonderSwan Color                                             | 29 marzo 2002                         | Sting Entertainment  | ✔  |    |    |     | [ 135 ]                 |
| Kingdom Hearts                                          | PlayStation 2                                                | 28 marzo 2002                         | Square               | ✔  | ✔  | ✔  | ✔   | [ 136 ]                 |
| Neichibeikan Professional Baseball Final League         | PlayStation 2                                                | 25 aprile 2002                        | Square               | ✔  |    |    |     | [ 137 ]                 |
| Final Fantasy XI                                        | PlayStation 2                                                | 16 maggio 2002                        | Square               | ✔  | ✔  | ✔  |     | [ 138 ]                 |
| World Fantasista                                        | PlayStation 2                                                | 6 giugno 2002                         | Square               | ✔  |    |    |     | [ 139 ]                 |
| Front Mission                                           | WonderSwan Color                                             | 12 luglio 2002                        | G-Craft              | ✔  |    |    |     | [ 140 ] [ 141 ]         |
| Final Fantasy                                           | PlayStation                                                  | 31 ottobre 2002                       | Square               | ✔  | ✔  | ✔  |     | [ 142 ]                 |
| Final Fantasy II                                        | PlayStation                                                  | 31 ottobre 2002                       | Square               | ✔  | ✔  | ✔  |     | [ 143 ]                 |
| Final Fantasy XI                                        | Microsoft Windows                                            | 7 novembre 2002                       | Square               | ✔  | ✔  | ✔  | ✔   | [ 144 ]                 |
| Chocobo Land: A Game of Dice                            | Game Boy Advance; WonderSwan Color (unreleased)              | 13 dicembre 2002                      | Square               | ✔  |    |    |     | [ 145 ]                 |
| Unlimited Saga                                          | PlayStation 2                                                | 19 dicembre 2002                      | Square               | ✔  | ✔  | ✔  |     | [ 146 ]                 |
| Final Fantasy Tactics Advance                           | Game Boy Advance                                             | 14 febbraio 2003                      | Square               | ✔  | ✔  | ✔  | ✔   | [ 147 ]                 |
| Final Fantasy X-2                                       | PlayStation 2                                                | 13 marzo 2003                         | Square               | ✔  | ✔  | ✔  | ✔   | [ 148 ]                 |